# Solanum diversifolium
Espèce
Solanum diversifolium est une espèce de plante herbacée du genre Solanum de la famille de Solanaceae, originaire d'Amérique du Sud.
Cette plante est l'un des hôtes secondaires du doryphore de la pomme de terre.